# Peckemys
Peckemys is een geslacht van uitgestorven baenide schildpadden die leefden tijdens het Laat-Krijt (Maastrichtien) in de Hell Creek-formatie, Verenigde Staten. Het werd voor het eerst benoemd door Tyler R. Lyson en Walter G. Joyce in 2009 en de typesoort is Peckemys brinkman.
Lange tijd werd aangenomen dat het geslacht Plesiobaena een derde, nog onbenoemde, soort omvatte uit het Maastrichtien. In 2009 werd dit benoemd als een apart geslacht Peckemys. De geslachtsnaam verbindt een verwijzing naar Fort Peck met een Grieks emys, 'schildpad'. Dd soortaanduiding] eert Donald Brinkman.
Het holotype is UMMP 20490, een skelet al in 1939 beschreven door Ermine Cowles Case.
Er zijn twee autapomorfieën vastgesteld. De beenbalk tussen de oogkas en de inkeping in de wang is smaller dan de helft van de diameter van de oogkas. Het contact tussen het squamosum en het quadratojugale is klein.